# اچ‌ام‌اس افریدی (۱۹۰۷)
اچ‌ام‌اس افریدی (۱۹۰۷) (به انگلیسی: HMS Afridi (1907)) یک کشتی بود که طول آن ۲۷۵ فوت (۸۴ متر) بود. این کشتی در سال ۱۹۰۷ ساخته شد.